# Giovanni Battista Melzi

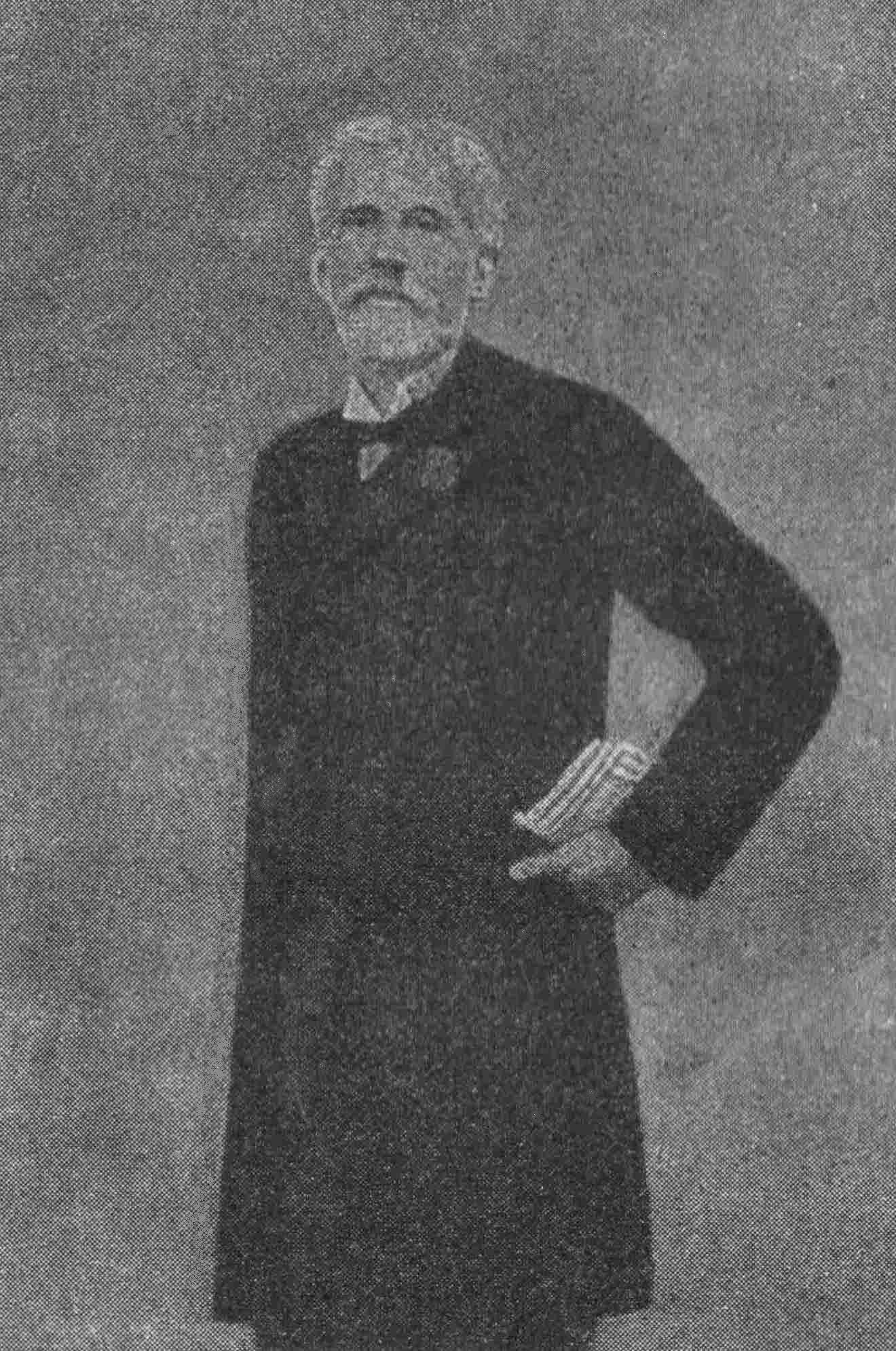

Giovanni Battista Melzi (San Bartolomeo, 7 czerwca 1844 – Mediolan, 17 września 1911) – włoski uczony i encyklopedysta.
W młodości przeniósł się do Paryża, gdzie współpracował z Pierre Laroussem w pracach nad Grand Dictionnaire Universel du XIXe siècle. Uczył języka włoskiego na École normale supérieure (Paryż).
Napisał Nuovo Dizionario Universale della Lingua Italiana, Storico, Geografico, Scientifico, Biografico, Mitologico, Ec., dzieło liczące 964 stron, które zostało wydane w 1881 r. w Paryżu przez wydawnictwo Garnier Freres. Po powrocie Melziego do Włoch książkę wydano również w jego rodzinnym kraju; wydawcą był Riccardo Margeri z Neapolu.
W 1890 roku wydał dwutomową encyklopedię pt. "Il Novissimo Melzi". Ta mała encyklopedia zdobyła dużą popularność; do 1910 roku ukazała się w 320000 egzemplarzach.